# Ercole Foschini
Ercole Foschini (Faenza, 14 febbraio 1905 – Cittadella, 29 marzo 1992) è stato un calciatore italiano, di ruolo portiere.

## Statistiche

### Presenze e reti nei club
| Club     | Stagione        | Campionato      | Campionato | Campionato |
| Club     | Stagione        | Comp            | Pres       | Reti       |
| -------- | --------------- | --------------- | ---------- | ---------- |
| Reggiana | 1924-1925       | Prima Divisione | 20         | -37        |
| Inter    | 1925-1926       | Prima Divisione | 2          | -7         |
| Faenza   | 1926-????       | Prima Divisione | ?          | -?         |
|          | Totale Reggiana |                 | 20         | -37        |
|          | Totale Inter    |                 | 2          | -7         |
|          | Totale Faenza   |                 | ?          | -?         |
|          | Totale carriera |                 | 22         | -44        |